# Gymnetis rhaegali
Gymnetis rhaegali — вид жуків з родини пластинчастовусих (Scarabaeidae). Описаний у 2018 році. Поширений у Французькій Гвіані.

## Назва
Вид названий на честь дракона Регала з серії фентезійних романів «Пісня льоду й полум'я».